# Fjodorowo (Kaliningrad)
Fjodorowo (russisch Фёдорово, deutsch Maldaiten) ist ein Ort in der russischen Oblast Kaliningrad. Er gehört zur kommunalen Selbstverwaltungseinheit Stadtkreis Selenogradsk im Rajon Selenogradsk.

## Geographische Lage
Fjodorowo liegt im Osten des Rajon Selenogradsk, 15 Kilometer nördlich der Stadt Kaliningrad (Königsberg). Der Ort ist von Melnikowo (Rudau) aus in südlicher Richtung erreichbar. Die nächste Bahnstation ist Kaschtanowka (Mollehnen) an der Bahnstrecke Kaliningrad–Selenogradsk–Pionerski (Königsberg–Cranz–Neukuhren).

## Geschichte
Das bis 1946 Maldaiten Gutsdorf wurde 1874 in den neu errichteten Amtsbezirk Rudau eingegliedert. Er gehörte bis 1939 zum Landkreis Fischhausen, von 1939 bis 1945 zum Landkreis Samland im Regierungsbezirk Königsberg der preußischen Provinz Ostpreußen. Im Jahre 1910 waren in Maldaiten 305 Einwohner registriert.
Zum Gutsbezirk Maldaiten gehörten vor 1945 die Ortsteile Ekritten (russisch: Wetrowo), Friedrichswalde (Kolzowo), Georgshöhe (Saschitnoje), Jouglauken, Kemsie, Tiedtken (Kortschagino) und Wittehnen (Karassino). Am 14. Januar 1926 erfolgte die Eingliederung Maldaitens nach Rudau (Melnikowo).
Als Kriegsfolge kam Maldaiten mit dem gesamten nördlichen Ostpreußen im Jahre 1945 zur Sowjetunion. Der Ort erhielt im Jahr 1950 wieder eigenständig den russischen Namen „Fjodorowo“ und wurde gleichzeitig dem Dorfsowjet Melnikowsli selski Sowet im Rajon Primorsk zugeordnet. Später gelangte Fjodorowo in den Muromski selski Sowet. Von 2005 bis 2015 gehörte der Ort zur Landgemeinde Kowrowskoje selskoje posselenije und seither zum Stadtkreis Selenogradsk.

## Kirche
Kirchlich war die zumeist evangelische Bevölkerung Maldaitens vor 1945 dem Pfarrdorf Rudau (heute russisch: Melnikowo) zugeordnet. Es lag im Kirchenkreis Königsberg-Land II innerhalb der Kirchenprovinz Ostpreußen der Kirche der Altpreußischen Union. Heute liegt Fjodorowo im Einzugsbereich der in den 1990er Jahren neu entstandenen evangelisch-lutherischen Gemeinde in Selenogradsk (Cranz), einer Filialgemeinde der Auferstehungskirche in Kaliningrad (Königsberg) innerhalb der Propstei Kaliningrad der Evangelisch-lutherischen Kirche Europäisches Russland (ELKER).